# Octavian Mitu
Octavian Mitu (n. 15 februarie 1961) este expert în consiliere de afaceri și comunicare politică, manager general al firmei de consultanță DOM Headway Globalization  LLC. În perioada 2000-2004 a fost deputat în Parlamentul României, in județul Constanța. La începutul anilor nouăzeci, Octavian Mitu a coordonat săptămânalul Zig Zag, unde au scris, între alții, Ion Cristoiu, Adrian Păunescu și Alex Ștefănescu. În perioada 1992-1996, Octavian Mitu a susținut financiar revista România literară și, pentru o mai scurtă perioadă, clubul de fotbal Sportul Studențesc.

## Studii
Octavian Mitu a absolvit Colegiul Național Tudor Vladimirescu din Târgu Jiu (1980) și Universitatea Politehnică din București, Facultatea de Transporturi (1987).  Ulterior, a urmat studii postuniversitare în cadrul Universității Naționale de Apărare Carol I (Colegiul Național de Apărare,absolvit în 1998) și un program de Master of Business Administration (MBA) la University of Maryland University College, departamentul Graduate School of Management & Technology, la Washington D.C., program pe  care îl finalizează în 2006.

## Săptămânalul Zig-Zag (1990-1995)
Săptămânalul Zig Zag a fost periodicul cu cel mai mare succes din anii '90. Octavian Mitu a fondat și coordonat editorial proiectul prin investiție proprie. Publicația a atins în mai puțin de două luni tirajul de 230.000 exemplare și a continuat să crească, ajungând la un moment dat la 650.000 exemplare. Ca redactori-șefi ai ziarului au activat jurnaliști prestigioși precum Ion Cristoiu (1990-1992) și Alex Ștefănescu (1992-1995). Tema centrală a publicației a fost descifrarea misterului Revoluției din 1989.

## Grupul Topaz (1990-2002)
Grupul de firme Topaz a fost creat în jurul săptămânalului Zig Zag ca un trust cu activități din domeniul presei și activități conexe (publicitatea și producția media). Grupul s-a dezvoltat până la o cifră de afaceri care depășea 5.000.000 USD în 1997-1999, și un număr de 625 de angajați.

## Activitatea în Parlamentul României (2000-2004)
Octavian Mitu a candidat pentru prima oară la alegerile din 1996, pe listele Uniunii Naționale de Centru, pe listele din județul Gorj. Nu a fost ales, dar a obținut cel mai bun rezultat al partidului (5%, față de media pe țară de 1%).
La alegerile generale din toamna anului 2000, Octavian Mitu a fost ales deputat în Parlamentul României în județul Constanța. Pe parcursul acestui mandat a fost membru în Comisia de Apărare, Ordine Publică și Siguranță Națională și în Comisia Specială de Tehnologia Informației. În cadrul activității parlamentare a formulat peste 900 de amendamente la legi și a depus două propuneri de legi, neadoptate însă: legea tichetelor de vacanță și legea lobby-ului. Octavian Mitu a fost membru în grupurile parlamentare de prietenie cu Republica Africa de Sud și Japonia.

## Activitatea profesională recentă
Între 2004-2005, pentru o scurtă perioadă de timp, Octavian Mitu a fost consilier diplomatic la Ambasada României din Washington D.C.. Ulterior încetării misiunii diplomatice, va decide să rămână la Washington și să desfășoare o activitate independentă în calitate de consultant în management. Între 2006-2007 a fost reprezentant personal în SUA al Camerei de Comerț și Industrie din România. Începând din 2018 a înființat firma de consultanță în afaceri și comunicare DOM Headway Globalization LLC., firmă care dezvoltă proiecte și în România.